# Indice intermembral
L’indice intermembral appelé quelquefois index intermembral est un ratio exprimé en pourcentage utilisé pour comparer les proportions des membres le plus souvent chez les primates. Il est égal à la longueur des membres antérieurs (en fait, humérus plus radius) divisé par la longueur des membres postérieurs (fémur plus tibia) multiplié par 100, autrement dit :
{\displaystyle {\frac {({\text{humérus }}+{\text{ radius}})}{({\text{fémur }}+{\text{ tibia}})}}\times 100}
Il est fréquemment utilisé en primatologie, car il permet de prédire les modèles de locomotion des primates. Pour des scores inférieurs à 100, les membres antérieurs sont plus courts que les pattes postérieures, ce qui est commun, chez les primates qui vivent en sautant dans les arbres et les hominidés bipèdes. Les primates quadrupèdes ont tendance à avoir des scores autour de 100, tandis que les primates vivant suspendus aux branches ont des scores nettement supérieurs à 100. Cette information peut également être utilisée pour prédire les méthodes de locomotion des primates éteints dans les cas où des membres antérieurs et des membres postérieurs fossiles ont été retrouvés. 
Chez l'Homme, il est compris entre 68 et 70.